# Расулис, Манолис
Манолис Расулис (греч. Μανώλης Ρασούλης, 28 сентября 1945, Ираклион — 9 марта 2011, Салоники) — греческий журналист, композитор, поэт-песенник, работал в жанре лаика (1970—2000).

## Биографические сведения
Манолис Расулис родился в 1945 году в Ираклионе. В детстве пел в церковном хоре покровителя города Святого Минаса. Позднее переехал в Афины, чтобы изучать кинематограф. Он начал свою художественную карьеру как певец в афинском историческом районе Плака, одновременно писал статьи для левых газет, в том числе и для «Δημοκρατική Αλλαγή» (рус. Демократические изменения).
После прихода к власти военной хунты черных полковников отправился в Лондон, где провел следующие шесть лет. За это время присоединился к троцкистскому движению, познакомился с Ванессой Редгрейв, с которой позже дважды сотрудничал при подготовке политических выступлений. В мае 1968 года он принял участие в студенческом восстании в Париже.
В Греции Манолис Расулис вернулся вскоре после восстания в Афинском Политехническом университете, которое проложило начало краху хунты. Он возобновил свою певческую карьеру, сотрудничал с композитором Маносом Лоизосом. Однако более позднее сотрудничество с Никосом Ксидакисом, Дионисисом Саввопулосом и Никосом Папазоглу принесла ему настоящую общенациональную славу и признание. Кроме того, Манолис Расулис сотрудничал со Ставросом Куиумтзисом, Сократисом Маламасом и Христосом Никлопулосом, которые положили его стихи на музыку.
Манолис Расулис был найден мертвым друзьями 13 марта 2011 в своем доме в Салониках, однако судебные медики установили, что он скончался 9 марта.